# Petycjoniści
Petycjoniści (petitioners) – pierwotna nazwa brytyjskiego politycznego stronnictwa Wigów. Wzięła się stąd, że jej przedstawiciele składali w Izbie Gmin petycje o ograniczenie wykonawczej władzy monarchy. Szczególnie często określenie to było używane podczas walki o wyłączenie Jakuba księcia Yorku z następstwa tronu. Ich przeciwnikami byli Abhorrers - przyszli Torysi.